# Рамос, Хуан Мануэль
Хуа́н Мануэ́ль Ра́мос (исп. Juan Manuel Ramos Pintos; родился 1 сентября 1996, Дурасно) — уругвайский футболист, левый фланговый защитник клуба «Пеньяроль».

## Биография
Хуан Мануэль Рамос — воспитанник футбольного клуба «Монтевидео Уондерерс». Ещё до дебюта за основной состав «богемцев» левый защитник перешёл в итальянскую «Катанию». 24 декабря 2014 года дебютировал в основном составе этого клуба в гостевом матче Серии B против «Читаделлы». В этой игре гости проигрывали к 59 минуте 0:3, с 51 минуты играли в меньшинстве, к 84 минуте сумели забить два мяча, но всё же проиграли 2:3; на 89-й и 90 минутах «Катания» заработала ещё три удаления. При этом Рамос провёл всю игру.
В сезоне 2015/16 сыграл за «Катанию» ещё два матча в Кубке Италии, после чего перешёл в команду Серии C «Казертану».
В июле 2017 года права на уругвайца приобрела «Парма», но в следующие два года он так и не сыграл за эту команду ни одного официального матча. Рамос на правах аренды выступал в Серии C за «Козенцу» и «Трапани», а в 2019 году перешёл в «Специю». Помог этой команде завоевать путёвку в Серию A.
30 сентября 2020 года Хуан Мануэль Рамос дебютировал на высшем уровне в Серии A. В матче 1 тура чемпионата Италии «Специя» на выезде обыграла «Удинезе» со счётом 2:0. Рамос провёл весь матч и на 86 минуте заработал жёлтую карточку — его команда с 65 минуты из-за удаления Клаудио Терци играла в меньшинстве.
В августе 2021 года Хуан Рамос перешёл в «Пеньяроль». Дебютировал в уругвайской Примере 12 сентября того же года в гостевом матче 1 тура Клаусуры против «Пласы Колонии», которая являлась действующим победителем Апертуры. «Пеньяроль» выиграл со счётом 2:1. По итогам сезона «Пеньяроль» стал чемпионом Уругвая. 30 января 2022 года Рамос выиграл со своей командой второй трофей, завоевав Суперкубок Уругвая.

## Титулы и достижения
- Чемпион Уругвая (1): 2021
- Обладатель Суперкубка Уругвая (1): 2022